# Groupe de NGC 5490
Le groupe de NGC 5490 comprend au moins quatre galaxies situées dans la constellation du Bouvier. La distance moyenne entre ce groupe et la Voie lactée est d'environ 68,3 Mpc (∼223 millions d'al). 

## Membres
Le tableau ci-dessous liste les quatre galaxies du groupe indiquées dans l'article de A.M. Garcia paru en 1993.
D'autre part, Abraham Mahtessian place ces quatre galaxies dans un autre groupe, celui de NGC 5371, un groupe également mentionné par Garcia.
L'appartenance d'IC 982 au même groupe que les trois autres galaxies (NGC 5490, IC 984 et UGC 9078) est fort douteuse cependant, d'autant qu'elle forme un couple avec la galaxie IC 983 dont la vitesse radiale de (5443 ± 6) km/s est presque la même que la sienne.
| Nom      | Class.     | Type           | α (J2000.0)   | δ (J2000.0) | Vitesse radiale (km/s) | m    | Distance (Mpc) | Diamètre (kal) |
| -------- | ---------- | -------------- | ------------- | ----------- | ---------------------- | ---- | -------------- | -------------- |
| NGC 5490 | E          | Ellitique      | 14h 09m 57.3s | 17° 32′ 44″ | 4838 ± 14              | 12,1 | 74,9 ± 5,3     | 187            |
| IC 982   | SA0^+      | Lenticulaire   | 14h 09m 59.1s | 17° 41′ 46″ | 5454 ± 1               | 13,0 | 83,9 ± 5,9     | 110            |
| IC 984   | Sb         | Spirale        | 14h 10m 07.7s | 18° 21′ 53″ | 5101 ± 3               | 13,5 | 78,7 ± 5,5     | 119            |
| UGC 9078 | (R')SB(s)a | Spirale barrée | 14h 11m 17.8s | 17° 30′ 23″ | 4731 ± 1               | 13,3 | 73,3 ± 5,1     | 107            |

Le site DeepskyLog permet de trouver aisément les constellations des galaxies mentionnées dans ce tableau ou si elles ne s'y trouvent pas, l'outil du site constellation permet de le faire à l'aide des coordonnées de la galaxie. Sauf indication contraire, les données proviennent du site NASA/IPAC.